# Тенуалозы
Тенуалозы (лат. Tenualosa) — род лучепёрых рыб семейства сельдевых. Эти морские пелагические рыбы обитают в тропических водах Индо-Тихоокеанской области. Один пресноводный вид — лаосская тенуалоза. Тело удлинённое, сжатое с боков, покрыто циклоидной чешуёй, голову покрывают многочисленные продольные бороздки. На брюхе имеется киль. Верхняя челюсть с выраженной выемкой. Единственный спинной плавник расположен в середине туловища. Брюшные плавники находятся примерно напротив спинного плавника.  Нижние жаберные тычинки многочисленные, анальный плавник короткий. В боковой линии 37—47 чешуй, те, что расположены в задней части туловища, перфорированы. Максимальная длина 61,6 см. Встречаются на глубине до 200 м. Питаются планктоном. Являются объектом коммерческого промысла.

## Классификация
В состав рода включают 5 видов:
- Tenualosa ilisha (Hamilton, 1822) — Индийская тенуалоза
- Tenualosa macrura  (Bleeker, 1852) — Длиннохвостая тенуалоза, или длиннохвостая гильза
- Tenualosa reevesii (Richardson, 1846) — Восточная тенуалоза, или восточная гильза
- Tenualosa toli  (Valenciennes, 1847) — Тенуалоза-толи
- Tenualosa thibaudeaui (Durand, 1940) — Лаосская тенуалоза